# Baldininkai

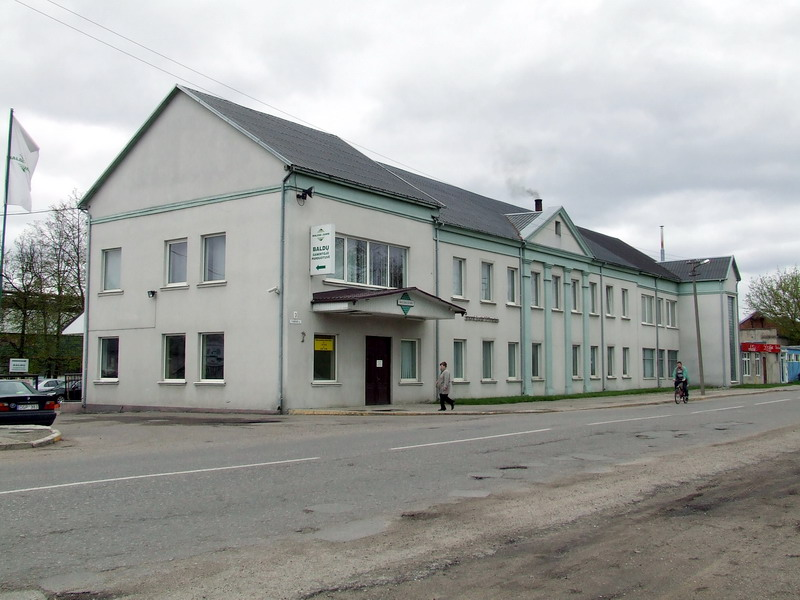
UAB „Baldai Jums“

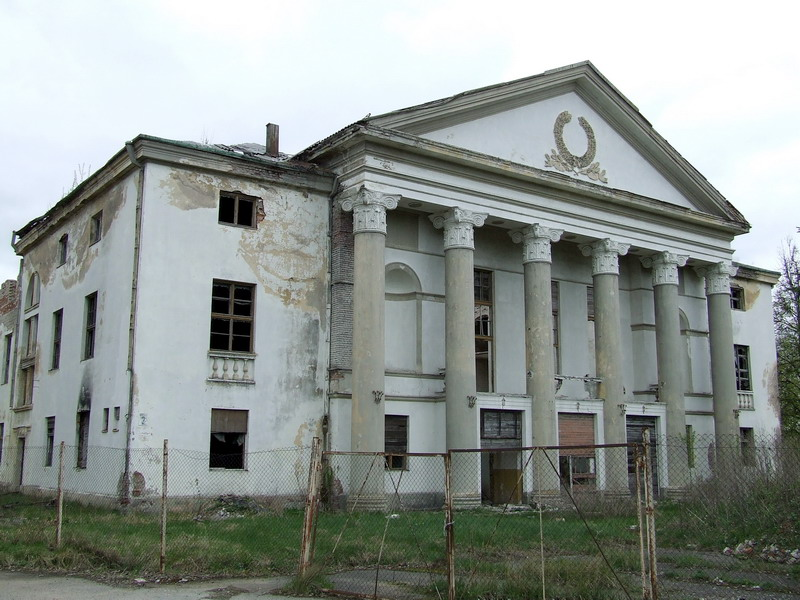
Möbelkombinat-Club, 2009

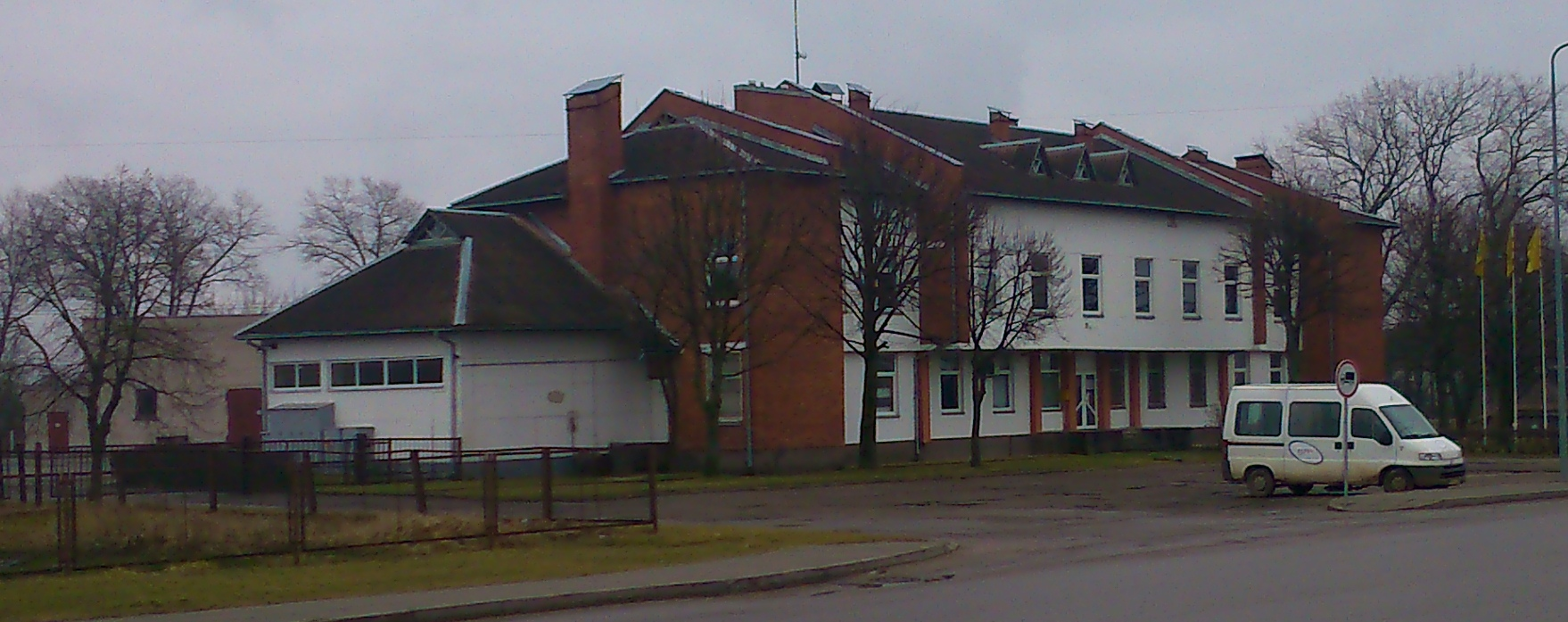
Abteilung Jonava des Gasunternehmens AB „Lietuvos dujos“

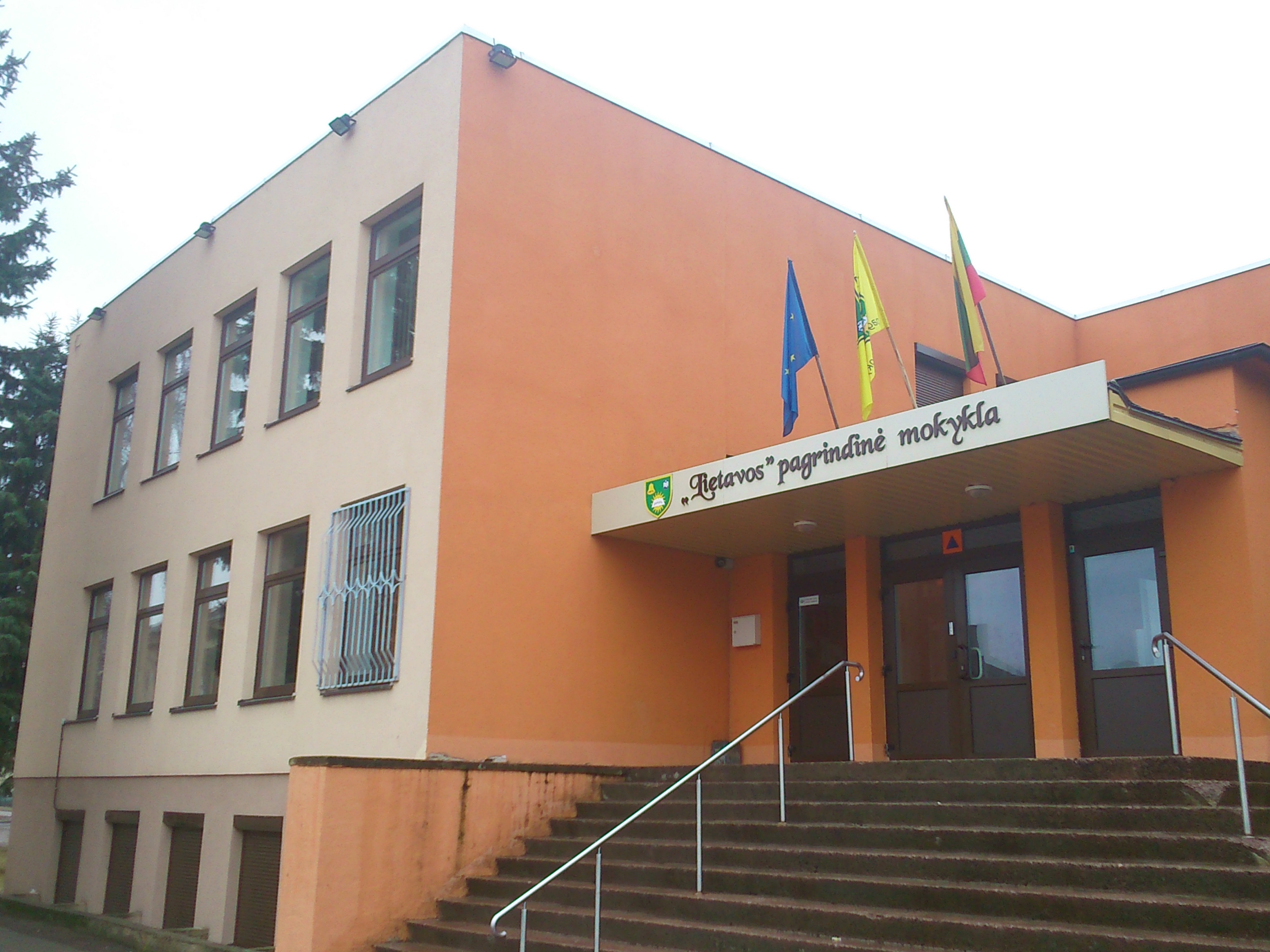
„Lietavos“-Hauptschule

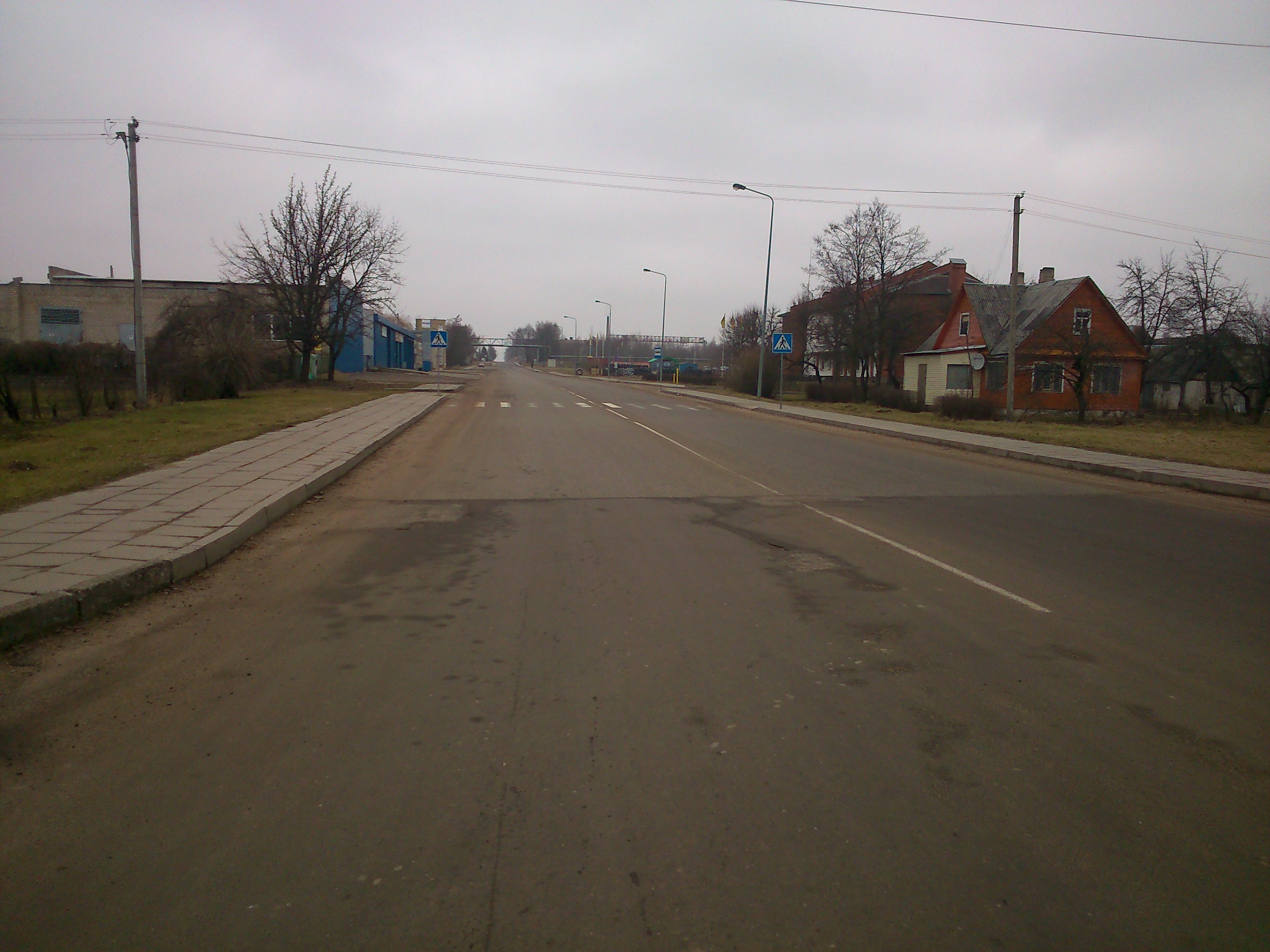
Fabriko-Straße

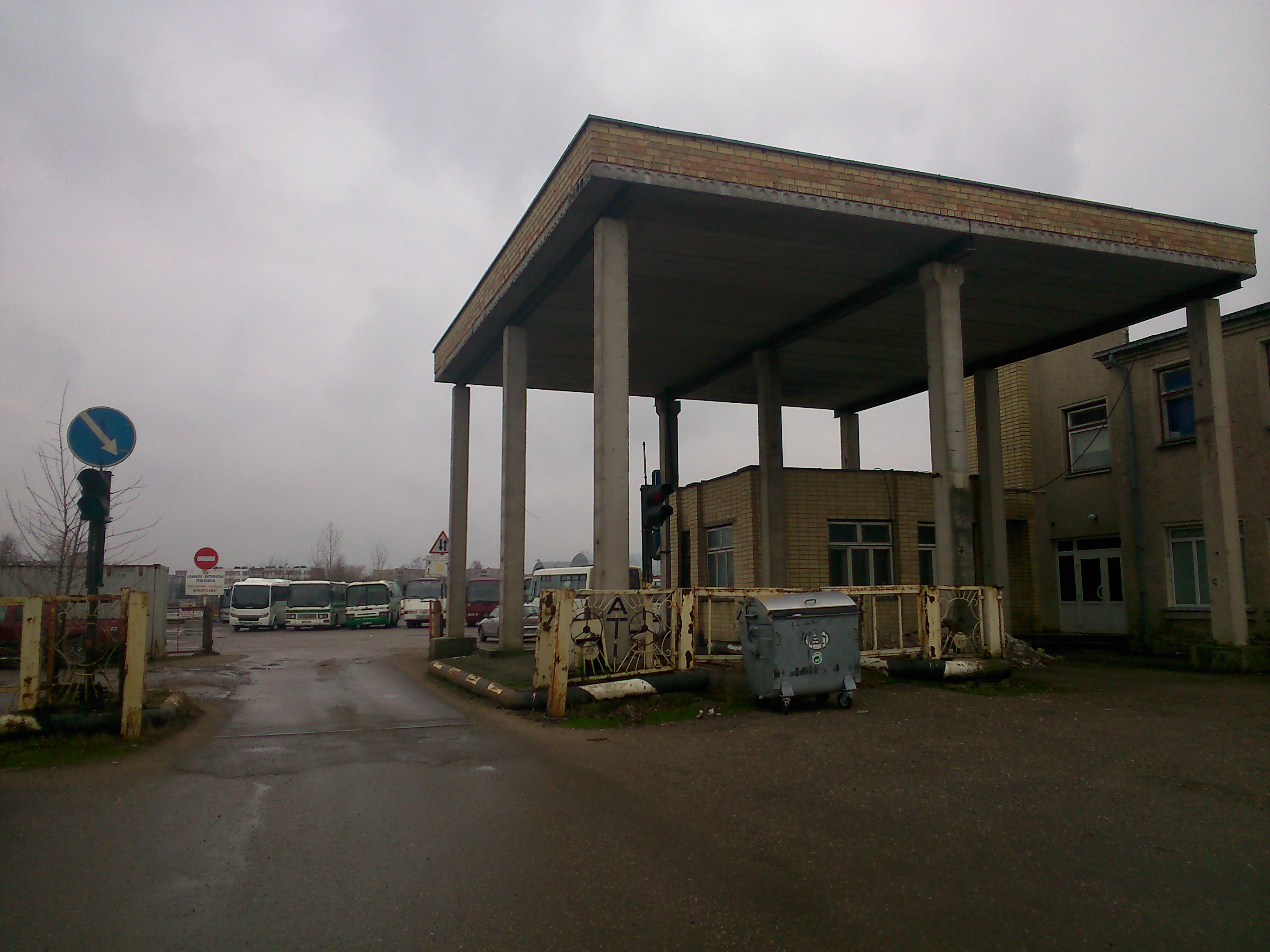
Parkplatz des Busunternehmens

Baldininkai (von baldas, Möbel) oder Fabriko mikrorajonas (dt. 'Fabrik-Mikrorajon') ist ein Stadtteil von Jonava (Bezirk Kaunas, Litauen). 

## Lage und Einwohner
Baldininkai ist ein Wohnhausviertel im Nordosten der Stadt, die Eisenbahnstraße (Bahnstrecke Kaišiadorys–Liepāja) entlang, zwischen den Stadtteilen Geležinkelio stotis, Lietava, Girelė und Siedlung des Forstamts. Baldininkai ist ein Gebiet der Möbelindustrie in der Stadt und das Zentrum der Holzindustrie der Rajongemeinde. 
Die Hauptstraßen sind Fabriko- (in der Sowjetzeit: Juri-Gagarin-), Geležinkelio- und Mokyklos-Straßen, andere Topolių- und Mažoji-Straßen. Über die Eisenbahnstrecke gibt es einen Fußgänger-Viadukt zu den Lietavos- und Žeimių-takas-Straßen.
Der Baldininkai-Wahlbezirk Nr. 13 (lit. Baldininkų rinkimų apylinkė Nr. 13) hat 1178 Wahlberechtigte (Stand: 2012).

## Organisationen
In Baldininkai befinden sich einige Unternehmen: Geschlossene Aktiengesellschaften UAB „Baldai Jums“ (Möbelbau), UAB „Medienos staklės“ (Holzbearbeitungsmaschinen), UAB „Jonavos stalius“ (Holzbearbeitung), UAB „Namų tekstilė“ (Textilie), UAB „Jonavos energetika“ (Energiewirtschaft). Im ehemaligen Parkplatz des Busunternehmens UAB „Jonavos autobusai“ gibt es den Ūkininkų-Markt („Bauernmarkt“). Es gibt eine Hauptschule mit 317 Schülern und 37 Lehrern (Stand: 2013/2014), einen Kinderheim mit 56 Kindern.

## Geschichte
Die Stadt Jonava entwickelte sich als Zentrum der Holzindustrie und des Handwerks Anfang des 19. Jahrhunderts. Hier arbeiteten Tischler, Rademacher, Zimmerleute, Schreiner. 1912 öffnete man eine Streichholz-Fabrik. Der schwedische Geschäftsmann J. Krüger hat im Jahre 1913 die Streichholzfabrik von seinem Vater geerbt und die Tätigkeit fortgesetzt. 1946 wurde aus dieser Fabrik eine Möbelbaufabrik, die 1958 zum sowjetlitauischen Möbelkombinat Jonava umgewandelt wurde. Es baute später eigenes Kulturhaus (Club) für die Aktivitäten der Mitarbeiter des Betriebs. 1965 gründete man die Musikschule Jonava im Club des Möbelkombinats. In den 1970er Jahren gehörte das Kombinat mit 1100 Mitarbeitern (1977) zu den größten Holzindustrie-Betrieben in Sowjetlitauen. 
Nach der Wiedererlangung der litauischen Staatsunabhängigkeit wurde das Unternehmen privatisiert und in viele Unternehmen zersplittert. Der größte Nachfolger, das Unternehmen UAB „Baldai Jums“ (dt. „Möbel für Sie“) mit ca. 400 Mitarbeitern (2011), ist heute eines der größten litauischen Möbelherstellungsunternehmen. Es hat 35.000 Quadratmeter umfassende Firmengelände. Das Unternehmen besitzt außerdem eigene Holztrocknerei. Es stellt Korpusmöbel (Wohnzimmer-, Schlafzimmer- und Kinderzimmermöbel) aus kombinierten Stoffen (Birken- und Eichenholz) her. Möbelfassaden sind aus Holzmassiv und Restteile aus furnierten Spanplatten gefertigt.

## Lietavos-Hauptschule
Die Lietavos-Hauptschule Jonava entstand als eine Grundschule, die früher am Bahnhof Jonava war. 1955 wurde sie Schule zur 7-jährigen, 1960 zur 8-jährigen Schule und 1970 zur 3. Mittelschule Jonava. Sie war eine weiterführende Schule des sekundären Bildungsbereichs mit Abitur-Examen. Man führte zur Hochschulreife. Im Schuljahr 1982/1983 lernten hier 1150 Schüler und arbeiteten 62 Lehrer. Es gab insgesamt 25 Reihen der Abiturienten. 
Seit 2001 heißt die Schule „Lietavos“-Hauptschule Jonava, genannt nach dem Bächlein Lietava bei Upninkai in der Rajongemeinde Jonava.